# Westallgäuer Hügelland
Das Westallgäuer Hügelland ist eine glazial geprägte Landschaft im Süden der deutschen Bundesländer Baden-Württemberg und Bayern sowie ein Naturraum (033) im Voralpinen Hügel- und Moorland (südliches Alpenvorland).

## Lage

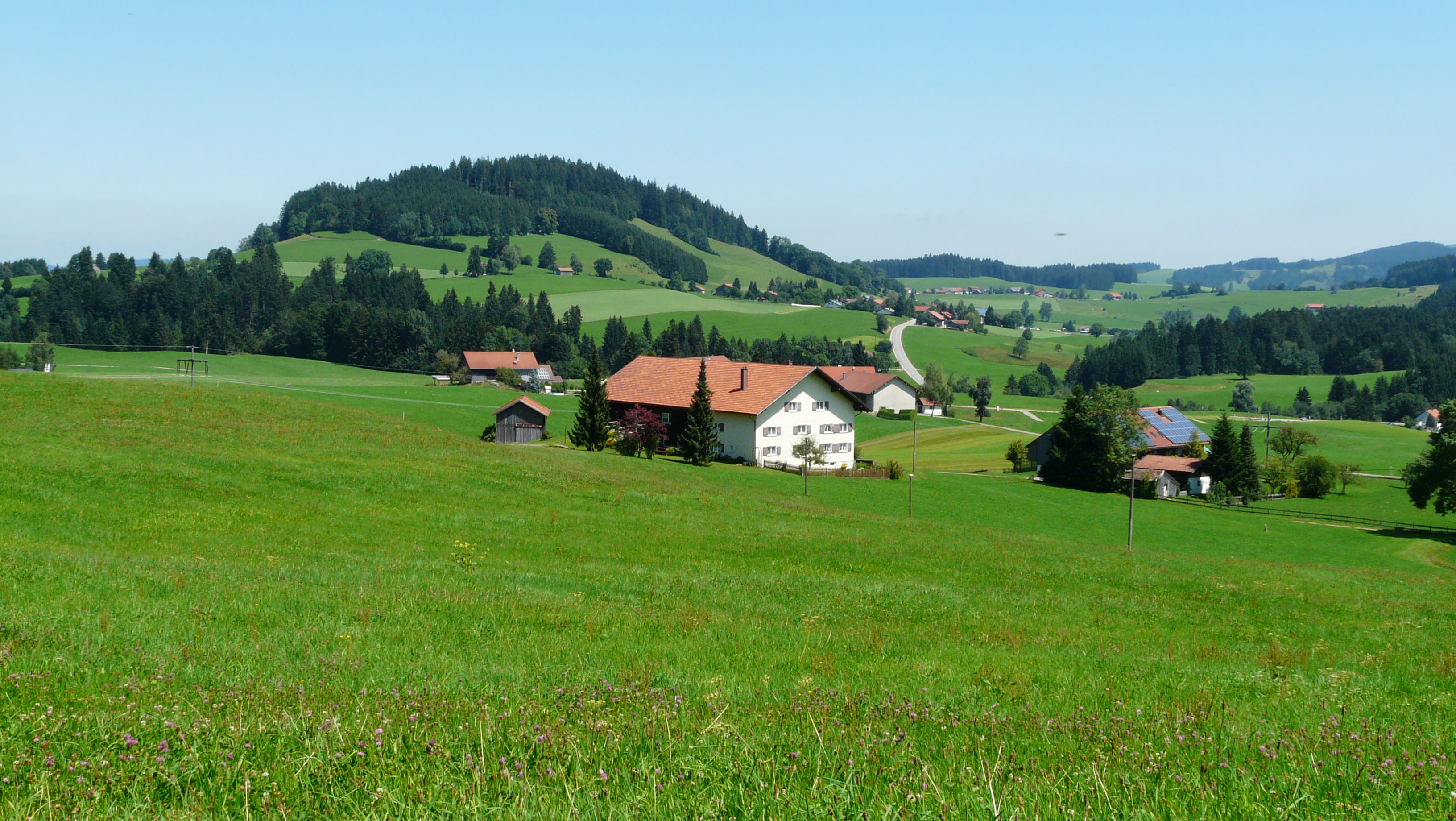
Bei Simmerberg (links: Balzer Berg)

Das Westallgäuer Hügelland liegt zwischen dem Bodenseebecken im Südwesten, dem Oberschwäbischen Hügelland mit dem Altdorfer Wald im Nordwesten und den Riß-Aitrach-Platten in Norden und Nordosten. Von der Adelegg im Osten bis zum Pfänder im Süden stößt es an die voralpinen Höhenzüge der neueren naturräumlichen Einheit Nagelfluhhöhen und Senken zwischen Bodensee und Wertach mit Adelegg (bis 1129 m), Sonneneck (1105,8 m), Riedholzer Kugel (1065,5 m), Laubenberg (918,8 m), Balzer Berg (920 m), Sulzberg (1041 m) und, jenseits der Rotach, dem Pfänder (am Hirschberg 1095 m).
Das um 664 Quadratkilometer große Gebiet erstreckt sich über Teile des Bodenseekreises sowie der Landkreise Ravensburg und Lindau. Die Landschaft reicht von 500 bis zu einer Höhe von 700 m ü. NN. Sie wird über Argen und Schussen sowie deren Zuflüsse und den Bodensee zum Rhein entwässert.

## Naturräumliche Gliederung
Die naturräumliche Haupteinheit Westallgäuer Hügelland wurde erstmals in den Jahren 1953 und 1954 in der zweiten Lieferung und der ersten Kartierung des Handbuchs der naturräumlichen Gliederung Deutschlands ausgewiesen. Sie hatte in den damaligen Grenzen eine Fläche von 909,16 km², was indes auch Teile der neueren voralpinen Einheit Nagelfluhhöhen und Senken zwischen Bodensee und Wertach umfasste, sowie die Einheiten 030.043/047/048 und den Norden der Einheiten 030.049/050/051, die letztlich dem Bodenseebecken zugerechnet wurden. Nach den Grenzen der Feingliederung 1:200.000 durch Hansjörg Dongus auf Blatt 186/193 Lindau/Oberstdorf im Jahre 1991, die auch in BW weitgehend von der Landesanstalt für Umwelt, Messungen und Naturschutz Baden-Württemberg (LUBW) übernommen wurde, ergibt sich eine Fläche von rund 664 km², davon etwa 548 km² in BW und 116 km² in BY.
Es gliedert sich nach Blatt Lindau (Dongus) wie folgt:
- (zu 03 Subalpines Jungmoränenland)
  - (zu 030–033 (Handbuch, LUBW)
 = 030 Bodensee-Jungmoränenland  (Dongus))
    - 032 Westallgäuer Hügelland (Handbuch, LUBW)
 = 030.4 Östliches Bodensee-Jungmoränenland  (Dongus)
      - 030.40 Jungendmoränen von Arnach (südlich von Arnach)
      - 030.41 Jungendmoränen von Beuren-Isny-Auers (Südosteinrahmung der Landschaft von Gebrazhofen bis an den Pfänder)
      - 030.42 Zungenbecken und Moränenwälle von Kißlegg (bei Kißlegg, Wolfegg, Vogt und Wangen-Eggenreute)
      - 030.43 Zungenbecken von Beuren (bei Beuren)
      - 030.44 Zungenbecken von Isny (bei Isny und westlich des Ortes)
      - 030.45 Moränenwälle und Drumlins von Ratzenried (mit Ratzenried im Nordwesten)
      - 030.46 Rinnen, Becken und Terrassen an Unterer und Oberer Argen
        - 030.460 Tal der Unteren Argen
        - 030.461 Tal der Oberen Argen
        - 030.462 Terrasse von Wangen
        - 030.463 Becken von Karbach
        - 030.464 Terrasse von Amtzell
        - 030.465 Berger Höhe (bei Niederwangen)
        - 030.466 Mittleres Argental

      - 030.47  Moränenwälle und Drumlins von Neukirch (bei Neukirch, äußerster (Süd-)Westen)
      - 030.48 Moränenwälle und Drumlins von Esseratsweiler-Wolfertshofen (südlich der (Oberen) Argen)
      - 030.49 Nördliches Leiblachbecken (an der Leiblach bei Hergensweiler)
      - Randrinnen:
        - (zu 041.36 Rinnen von Grünenbach und Wengen)
          - 041.36-W Rinne von Grünenbach

        - (zu 041.33 Rinne von Altmannshofen–Großholzleute)
          - 041.33-S Rinne von Friesenhofen–Großholzleute

Die Randrinnen im Südosten hatte Dongus zu den Riß-Aitrach-Platten (041) gestellt; nach gängiger Konvention des Instituts für Landeskunde, der auch LUBW folgt, werden sie jedoch erst ab da zu den Altmoräneneinheiten gezählt, wo sie von Altmoränenplatten gesäumt sind.

## Entstehung
In der Würm-Eiszeit, vor etwa 20.000 Jahren, prägte der Rhein-Vorlandgletscher die Landschaft. Drumlins, Jungmoränenbereiche, Riede, Moore und glazial überformte Molasserücken stellen hier heute die typischen Geländeformen dar. Im Bereich der Grundmoränen herrschen Lehme und sandige Lehme vor, in den Schmelzwasserrinnen Kiese und Sande.

## Schutzgebiete
Innerhalb des Westallgäuer Hügellands sind zahlreiche Natur- und Landschaftsschutzgebiete ausgewiesen, besonders Sumpf- und Moorgebiete (Riede) und Gewässer (Weiher, Teiche, Quellen). Die größeren dieser Flächen, wie zum Beispiel das Bodenmöser, sind als FFH- und/oder Europäische Vogelschutzgebiete unter besonderen Schutz gestellt.
| Schutzgebietsanteile           | % Gesamtlandschaftsfläche |
| FFH-Gebiete                    | 8,97                      |
| Europäische Vogelschutzgebiete | 1,57                      |
| Naturschutzgebiete             | 3,89                      |
| Sonstige Schutzgebiete         | 0,00                      |
| Effektiver Schutzgebietsanteil | 9,64                      |

Stand: 2010